# V426 Возничего
V426 Возничего (лат. V426 Aurigae) — тройная звезда в созвездии Возничего на расстоянии приблизительно 5920 световых лет (около 1815 парсеков) от Солнца.
Пара первого и второго компонентов — двойная затменная переменная звезда типа Беты Лиры (EB). Видимая звёздная величина звезды — от +10,76m до +10,55m. Орбитальный период — около 1,4191 суток.

## Характеристики
Первый компонент — бело-голубая звезда спектрального класса B3V. Масса — около 5,211 солнечных, радиус — около 5,198 солнечных, светимость — около 33,62 солнечных. Эффективная температура — около 18700 K.
Второй компонент — бело-голубая звезда спектрального класса B.
Третий компонент — красный карлик спектрального класса M. Масса — около 232,84 юпитерианских (0,2223 солнечной). Удалён на 2,593 а.е..